# Nate Sudfeld
(en) Statistiques sur pro-football-reference
Nate Sudfeld (né le 7 octobre 1993 à Modesto en Californie) est un joueur américain de football américain qui évolue au poste de quarterback.

## Biographie
Il a joué comme quarterback pour les Hoosiers de l'Université de l'Indiana de 2012 à 2015. Il est choisi par les Redskins de Washington au 187e rang lors de la draft 2016 de la NFL.
Troisième quarterback de l'équipe derrière Kirk Cousins et Colt McCoy, il ne joue pas le moindre match avec les Redskins durant la saison 2016. Il est libéré par les Redskins peu avant le début de la saison 2017, puis signe avec les Eagles de Philadelphie au sein de l'équipe d'entraînement.
Le 1er novembre, il est intégré dans l'équipe principale des Eagles en étant troisième dans la hiérarchie des quarterbacks derrière Carson Wentz et Nick Foles. Il fait ses premiers pas dans un match de la NFL le 31 décembre, face aux Cowboys de Dallas, alors que les Eagles sont déjà assurés de la première place dans la conférence NFC. Il complète 19 passes sur 23 tentatives pour 134 yards en plus de faire une course de 22 yards. Il assiste à la victoire des Eagles lors du Super Bowl LII contre les Patriots de la Nouvelle-Angleterre.